# Jonathan Groff
Jonathan Drew Groff (Lancaster, Pensilvania; 26 de marzo de 1985) es un cantante y actor estadounidense. Es conocido por el papel protagonista de Melchior en el musical de Broadway, Spring Awakening, por su papel como el rey George III en el aclamado musical, también de Broadway, Hamilton, por su interpretación de Jesse St. James en la serie musical de televisión Glee, por ser el protagonista de la series Looking y Mindhunter y por dar voz al personaje de Kristoff en la película, cortos de Frozen de Disney y por su papel como el Agente Smith en Matrix Resurrections.

## Vida personal
Sus padres son Jim, entrenador de caballos, y Julie, profesora de gimnasia. Tiene un hermano mayor, David. Acerca de su crianza y educación, dijo: «El lado de la familia de mi mamá es metodista, que fue como me criaron. Fue conservador tener fuertes valores —sentarme en la mesa y comer con la familia todos los días, escuchar a la autoridad e ir a la iglesia cada semana y tener una perfecta asistencia en la escuela dominical—, pero al mismo tiempo, mis padres siempre animaban a mi hermano y a mí a ser felices con lo que hacíamos. Mis padres fueron atletas en la secundaria; mi mamá y mi papá eran las estrellas del equipo de baloncesto, pero nunca nos empujaron ni a mi hermano ni a mí a ser algo que no quisiéramos ser». Groff se graduó en Conestoga Valley High School en 2003.
Protagonizó los últimos nueve episodios de la primera temporada de Glee con la coprotagonista de Spring Awakening Lea Michele, quien también es muy amiga suya. Él le presentó a Michele al creador de Glee, Ryan Murphy antes de que empezase la serie.
Groff le dijo a Broadway.com durante la marcha Nacional por la Igualdad en Washington D. C., que él era «gay y orgulloso de serlo». Salió con el actor Gavin Creel entre 2009 y 2010. Mantuvo una relación con el actor Zachary Quinto desde 2010 hasta 2013.

## Carrera

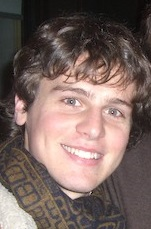
Jonathan Groff en noviembre de 2006.

Había intentado audicionar para colegios cuando se mudó a la ciudad pero antes de lograrlo formó parte del elenco en el tour nacional de The Sound of Music. Empezó a interesarse en el teatro musical a través de películas de Disney como Mary Poppins, la cual veía seis veces al día cuando tenía tres años. Uno de los trabajos de verano de Jonathan fue ser la voz del pozo de los deseos en Dutch Wonderland, un parque de atracciones cerca de Lancaster (Pensilvania). Jonathan actuó con Lea Michele en el Desfile del día de Acción de Gracias de Macy's en Nueva York.
Jonathan se hizo famoso por realizar el papel de Melchoir Gabor en la producción del Broadway theatre, Spring Awakening. Hizo el papel del debut del musical de Broadway el 10 de diciembre de 2006 hasta el 18 de mayo de 2008. También hizo el mismo papel en la producción original Off-Broadway antes durante el verano de 2006. Otros de sus créditos de Broadway incluyen el musical de 2005, In My Life. Jonathan también estuvo en el Tour Nacional de The Sound of the Music como Rolf, y apareció en Fame en el Nort Shore Music Theater en Beverly, Massachusetts.	 
En abril de 2007, fue nominado al Drama Desk Award por su rol en Spring Awakening. En mayo del mismo año, fue nominado al Tony Award como Mejor Actor Principal en un musical por su desempeño en Curtains, con el premio yendo a David Hyde Pierce.
Hizo el rol del personaje recurrente Henry Mackler en el serial televisivo de la ABC, One Life to Live. Su historia sobre una escuela de filmación de la telenovela de larga duración fue vetada por la Masacre de Virginia Tech en abril de 2007, y no participó más en el show. Henry fue asesinado en la ficción el 8 de mayo de 2997, después de tener un ataque al corazón inducido mientras conducía un auto y posteriormente chocó. [cita requerida]
Antes de actuar en los escenarios de Broadway, Jonathan era actor en The Ephrata Performing Arts Center en Ephrata, Pensilvania. Allí, él representó personajes como Edgar en Bat Boy: El Musical y Ugly en Honk!. Después del éxito de Spring Awakening, Jonathan visitó The Ephrata Performing Arts Center para reunirse con algunos de los miembros de su antiguo elenco en un evento especial llamado An Evening with Jonathan Groff (Una Tarde con Jonathan Groff). Jonathan también actuó en numerosas producciones en la Fulton Opera House en Lancaster, Pensilvania donde acumuló una cantidad considerable de experiencia actoral.
Algunos de sus trabajos anteriores incluyeron ser un camarero de The Chelsea Grill en Hell's Kitchen, un operador de viaje en Dutch Wonderland, y ser un abogado en el campamento de teatro en York, Pensilvania donde enseñó a niños de 11 y 12 años a actuar.
Jonathan dejó Spring Awakening el 18 de mayo de 2008. Parte de su decisión de irse fue debido a su papel protagonista de Claude en la producción de Shakespeare in the Park, Hair, la cual se ejerció del 22 de julio al 31 de agosto. La última interpretación de Jonathan con la producción fue el 16 de agosto, él decidió no unirse al restablecimiento de Broadway de Hair, el cual fue protagonizado por muchos miembros del elenco del Public Theater de su obra en el Delacorte Theater en Central Park.
Jonathan ha hecho recientemente el papel del organizador de Woodstock Michael Lang en la película del aclamado director Ang Lee, Taking Woodstock. La grabación comenzó en agosto de 2008 y fue lanzado el 28 de agosto de 2009.
Jonathan estuvo recientemente en la producción Off-Broadway production de Prayer for My Enemy, una nueva obra de Craig Lucas, (Prelude to a Kiss, Light in the Piazza) sobre las consecuencias que la guerra de Irak tuvo sobre una familia estadounidense. Con las coestrellas del espectáculo ganadoras del premio Tony Victoria Clark y Michelle Pawk. Actuó en el otoño de 2008 en el aclamado teatro Off-Broadway Playwrights Horizons.
En agosto de 2009, Jonathan interpretó el papel de Dionysus en The Bacchae como parte de Shakespeare in the Park, el Public Theater.
Fue invitado estelar en Glee como Jesse St. James, el líder masculino de Vocal Adrenaline (Adrenalina Vocal), rival del club Glee. Participó en ocho de los últimos nueve episodios de la primera temporada. También parece tener un amor interesado con el personaje de Lea Michele, coestrella de Spring Awakening, Rachel Berry. En una controversial entrevista para Newsweek, el crítico Ramin Satoodeh dijo que Jonathan no era convincente en el papel del heterosexual Jesse ("parece más como la reina promedio del teatro, una mejor concordancia romántica para Kurt que para Rachel"). La actuación de Jonathan fue defendida por el creador de Glee Ryan Murphy y por la invitada estelar Kristin Chenoweth, quienes describieron la crítica de Satoodeh como homófoba; también fue condenada por el presidente de GLAAD Jarrett Barrios.
En agosto de 2010 hizo su debut West End como Simon Russell Beale en Deathtrap, en el Noel Coward Theatre en una producción dirigida por Matthew Warchus. También tiene dos películas que fueron lanzadas en 2010: The Conspirator de Robert Redford y Twelve Thirty de Jeff Lipsky. En 2015 volvió a la serie Glee para dar cierre a la serie actuando en los últimos capítulos de la sexta y última temporada.
En 2013 formó parte de la película de animación de Disney: Frozen, doblando la voz del personaje animado Kristoff, criador de renos y novio de Anna, la hermana de la reina de hielo, Elsa. Ese mismo año protagonizó la película C.O.G. del director Kyle Patrick Alvarez, una comedia dramática que muestra a un chico como abandona su hogar y decide viajar a Oregón para trabajar en la recolecta de manzanas.
Durante 2015-2016 Groff trabajó en el galardonado musical "Hamilton, el musical", en Broadway, siendo uno de varios actores que interpretaron al personaje "Rey Jorge III", siendo también el actor que lo representó en la discografía del musical.

## Filmografía

### Cine
| Año  | Título                    | Rol              | Notas                      |
| ---- | ------------------------- | ---------------- | -------------------------- |
| 2009 | Taking Woodstock          | Michael Lang     |                            |
| 2010 | Twelve Thirty             | Jeff             |                            |
| 2010 | The Conspirator           | Louis Weichmann  |                            |
| 2013 | Frozen                    | Kristoff         | Papel de voz               |
| 2013 | C.O.G.                    | Samuel           |                            |
| 2014 | American Sniper           | Vet Mads (joven) |                            |
| 2014 | Sophie                    | Ben              | Cortometraje               |
| 2015 | Frozen Fever              | Kristoff         | Cortometraje, papel de voz |
| 2017 | Olaf's Frozen Adventure   | Kristoff         | Cortometraje, papel de voz |
| 2019 | Frozen II                 | Kristoff         | Papel de voz               |
| 2021 | The Matrix: Resurrections | Agente Smith     |                            |
| 2023 | Knock at the Cabin        | Eric             |                            |
| 2023 | Once Upon a Studio        | Kristoff         | Cortometraje, papel de voz |
| 2024 | A Nice Indian Boy         | Jay Kurundkar    |                            |
| 2024 | Ultraman: Rising          | Ollie            | Papel de voz               |

### Televisión
| Año       | Título                               | Rol                     | Notas                                                    |
| --------- | ------------------------------------ | ----------------------- | -------------------------------------------------------- |
| 2007      | One Life to Live                     | Henry Mackler           | 11 episodios                                             |
| 2008      | Pretty Handsome                      | Patrick Fitzpayne       | Piloto fallido                                           |
| 2009-2015 | Glee                                 | Jesse St. James         | Elenco recurrente, serie de TV FOX (14 episodios)        |
| 2012      | The Good Wife                        | Jimmy Fellner           | 1 episodio (temporada 3, capítulo 15)                    |
| 2014-2015 | Looking                              | Patrick Murray          | Protagonista                                             |
| 2014      | The Normal Heart                     | Craig Donnner           | Película para televisión                                 |
| 2016      | Looking: The Movie                   | Patrick Murray          | Protagonista                                             |
| 2017-2019 | Mindhunter                           | Holden Ford             | Protagonista                                             |
| 2018      | The Simpsons                         | Actor (voz)             | Episodio: "Bart's Not Dead"                              |
| 2020      | Hamilton                             | King George III         | Grabación del musical con el elenco original de Broadway |
| 2022      | Spring Awakening: Those You've Known | Melchior Gabor/El mismo | Elenco principal, película documental HBO Max            |
| 2022      | And Just Like That...                | Dr. Paul David          | Episodio: "Diwali"                                       |
| 2022      | Life & Beth                          | Travis                  | Episodio: "Pancakes"                                     |
| 2024      | Doctor Who                           | Rogue                   | Episodio: "Rogue"                                        |
| 2025      | Étoile                               | Kevin                   | Episodio: "The Slip"                                     |

### Teatro
| Año                 | Título                                           | Rol                                   | Notas                                               | Ref    |
| ------------------- | ------------------------------------------------ | ------------------------------------- | --------------------------------------------------- | ------ |
| 2002                | Honk!                                            | Ugly                                  | The Ephrata Performing Arts Center                  | [ 29 ] |
| 2004                | Bat Boy: The Musical                             | Bat Boy                               | The Ephrata Performing Arts Center                  | [ 29 ] |
| 2005                | Fame                                             | Nick Piazza                           | North Shore Music Theatre                           | [ 30 ] |
| 2005                | In My Life                                       | Understudy • Swing                    | Music Box Theatre • Broadway • Broadway debut       | [ 31 ] |
| 2006                | Spring Awakening                                 | Melchior Gabor                        | Atlantic Theater Company • Off-Broadway             | [ 32 ] |
| 2006–08             | Spring Awakening                                 | Melchior Gabor                        | Eugene O'Neill Theatre • Broadway                   |        |
| 2007                | Hair                                             | Claude Hooper Bukowski                | Delacorte Theater                                   | [ 33 ] |
| 2008                | Hair                                             | Claude Hooper Bukowski                | Delacorte Theater                                   | [ 33 ] |
| Prayer for My Enemy | Billy Noone                                      | Playwrights Horizons • Off-Broadway   | [ 34 ]                                              |        |
| 2009                | The Singing Forest                               | Gray Korankyi • Walter Rieman         | The Public Theater • Off-Broadway                   | [ 35 ] |
| 2009                | The Bacchae                                      | Dionysus                              | Delacorte Theater                                   | [ 36 ] |
| 2010–11             | Deathtrap                                        | Clifford Anderson                     | Noël Coward Theatre • West End Londres, Reino Unido | [ 37 ] |
| 2011                | The Submission                                   | Danny Larsen                          | MCC Theater • Off-Broadway                          | [ 38 ] |
| 2012                | Red                                              | Ken                                   | Mark Taper Forum                                    | [ 39 ] |
| 2013                | Red                                              | Ken                                   | L.A. Theatre Works                                  | [ 40 ] |
| 2013                | The Pirates of Penzance                          | Frederic                              | Delacorte Theater                                   | [ 41 ] |
| 2015                | How to Succeed in Business Without Really Trying | J. Pierrepont Finch                   | Royal Festival Hall • West End London, UK           |        |
| 2015                | Hamilton                                         | King George III of the United Kingdom | The Public Theater • Off-Broadway                   |        |
| 2015                | A New Brain                                      | Gordon Michael Schwinn                | New York City Center • Lincoln Center               |        |
| 2015–16             | Hamilton                                         | King George III of the United Kingdom | Richard Rodgers Theatre • Broadway                  |        |
| 2017                | Hair                                             | Claude Hooper Bukowski                | Jazz at Lincoln Center • Lincoln Center             | [ 42 ] |
| 2017                | Sondheim on Sondheim                             | Performer                             | Hollywood Bowl                                      |        |
| 2018                | The Bobby Darin Story                            | Bobby Darin                           | 92nd Street Y • Off-Broadway                        |        |
| 2019–20             | Little Shop of Horrors                           | Seymour Krelborn                      | Westside Theatre • Off-Broadway                     |        |
| 2022–23             | Merrily We Roll Along                            | Franklin Shepard                      | New York Theatre Workshop • Off-Broadway            | [ 43 ] |
| 2023–24             | Merrily We Roll Along                            | Franklin Shepard                      | Hudson Theatre • Broadway                           | [ 44 ] |
| 2025                | Just in Time                                     | Bobby Darin                           | Circle in the Square Theatre                        |        |

## Discografía

### Sencillos en Glee
| Año  | Sencillo                     | Posición en las listas de Peak | Posición en las listas de Peak | Posición en las listas de Peak | Posición en las listas de Peak | Posición en las listas de Peak |
| Año  | Sencillo                     | AUSTRALIA                      | CANADÁ                         | IRLANDA                        | REINO UNIDO                    | ESTADOS UNIDOS                 |
| ---- | ---------------------------- | ------------------------------ | ------------------------------ | ------------------------------ | ------------------------------ | ------------------------------ |
| 2010 | "Highway to Hell"            | –                              | 88                             | –                              | 89                             | –                              |
| 2010 | "Hello"                      | 79                             | 37                             | 31                             | 35                             | 35                             |
| 2010 | "Like a Virgin"              | 99                             | 83                             | 47                             | 58                             | 87                             |
| 2010 | "Like a Prayer"              | 28                             | 27                             | 2                              | 16                             | 27                             |
| 2010 | "Total Eclipse of the Heart" | 28                             | 17                             | 3                              | 9                              | 16                             |
| 2010 | "Run Joey Run"               | 64                             | 45                             | 12                             | 27                             | 61                             |
| 2010 | "Another One Bites the Dust" | –                              | 53                             | 41                             | 101                            | 79                             |
| 2010 | "Bohemian Rhapsody"          | –                              | 100                            | –                              | 67                             | 84                             |
| 2011 | "Rolling In The Deep"        | –                              | –                              | –                              | –                              | -                              |
| 2015 | "Listen To Your Heart"       | –                              | –                              | –                              | –                              | –                              |

## Premios y nominaciones
| Premios Grammy | Premios Grammy                | Premios Grammy         | Premios Grammy | Premios Grammy |
| Año            | Categoría                     | Trabajo nominado       | Resultado      | Ref.           |
| -------------- | ----------------------------- | ---------------------- | -------------- | -------------- |
| 2016           | Mejor álbum de teatro musical | Hamilton               | Ganador        | [ 49 ]         |
| 2020           | Mejor álbum de teatro musical | Little Shop of Horrors | Nominado       | [ 50 ]         |

| Premios Primetime Emmy | Premios Primetime Emmy                         | Premios Primetime Emmy | Premios Primetime Emmy | Premios Primetime Emmy |
| Año                    | Categoría                                      | Trabajo nominado       | Resultado              | Ref.                   |
| ---------------------- | ---------------------------------------------- | ---------------------- | ---------------------- | ---------------------- |
| 2021                   | Mejor actor de reparto - Miniserie o telefilme | Hamilton               | Nominado               | [ 51 ]                 |

| Premios Satellite | Premios Satellite              | Premios Satellite | Premios Satellite | Premios Satellite |
| Año               | Categoría                      | Trabajo nominado  | Resultado         | Ref.              |
| ----------------- | ------------------------------ | ----------------- | ----------------- | ----------------- |
| 2017              | Mejor actor de serie dramática | Mindhunter        | Ganador           | [ 52 ]            |
| 2020              | Mejor actor de serie dramática | Mindhunter        | Nominado          | [ 53 ]            |

| Premios Theatre World | Premios Theatre World     | Premios Theatre World | Premios Theatre World | Premios Theatre World |
| Año                   | Categoría                 | Trabajo nominado      | Resultado             | Ref.                  |
| --------------------- | ------------------------- | --------------------- | --------------------- | --------------------- |
| 2007                  | Mejor actuación debutante | Spring Awakening      | Ganador               | [ 54 ]                |

| Premios Tony | Premios Tony                         | Premios Tony          | Premios Tony | Premios Tony |
| Año          | Categoría                            | Trabajo nominado      | Resultado    | Ref.         |
| ------------ | ------------------------------------ | --------------------- | ------------ | ------------ |
| 2007         | Mejor actor principal en un musical  | Spring Awakening      | Nominado     | [ 55 ]       |
| 2016         | Mejor actor de reparto en un musical | Hamilton              | Nominado     | [ 56 ]       |
| 2024         | Mejor actor principal en un musical  | Merrily We Roll Along | Ganador      |              |

| Premios Disney Legends | Premios Disney Legends                                                               | Premios Disney Legends | Premios Disney Legends | Premios Disney Legends |
| Año                    | Categoría                                                                            | Trabajo nominado       | Resultado              | Ref.                   |
| ---------------------- | ------------------------------------------------------------------------------------ | ---------------------- | ---------------------- | ---------------------- |
| 2022                   | Honored as a Disney Legend for her "extraordinary contribution to the Disney legacy" | Él mismo               | Ganador                | [ 57 ]                 |